# Wirtgen Group
Die Wirtgen Group Zweigniederlassung der John Deere GmbH & Co. KG (Eigenschreibweise: WIRTGEN GROUP) ist ein im Besitz von John Deere befindlicher international tätiger Unternehmensverbund der Baumaschinenindustrie. Unter der Wirtgen Group (vormals Wirtgen Group Holding GmbH) stehen fünf Maschinenbauunternehmen in Deutschland, die Wirtgen GmbH in Windhagen, Joseph Vögele in Ludwigshafen am Rhein, die Hamm AG in Tirschenreuth, Kleemann in Göppingen und Benninghoven in Wittlich-Wengerohr.
Das Kerngeschäft ist die Entwicklung und Herstellung von Maschinen für den Straßenbau und die Straßeninstandsetzung. Rund 9.000 Mitarbeiter sind weltweit bei der Wirtgen Group beschäftigt. Weltweit betreibt die Wirtgen Group lokale Produktionsstätten in Brasilien, China und Indien, sowie 55 Vertriebs- und Servicegesellschaften und über 150 Vertragshändler.

## Unternehmensgeschichte

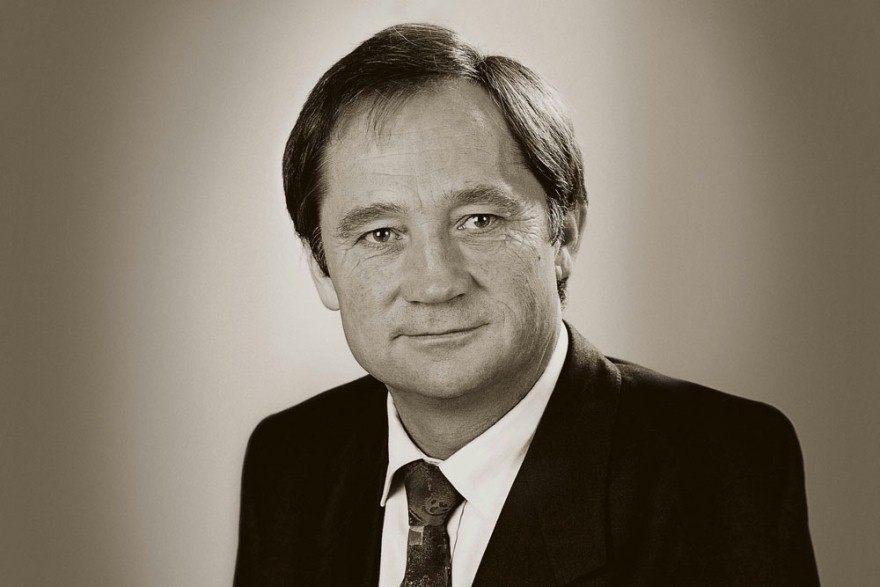
Reinhard Wirtgen

Im November 1961 begann Reinhard Wirtgen in Windhagen mit kleinen Transportaufträgen und der Entwicklung von Betonzertrümmerern für den Straßenbau in einer kleinen Werkstatt. Systematisch erweiterte er seine Flotte an eigenen Fräsen bis auf 100 Großmaschinen. Mit einer Mannschaft von über 150 Mitarbeitern etablierte er das Verfahren in ganz Deutschland zum Standard. Ende der 1970er Jahre entwickelte Reinhard Wirtgen das Heißfräsen zum Kaltfräsen und erhöhte so die Wirtschaftlichkeit des Verfahrens. Den ersten Schritt in Richtung Internationalisierung unternahm das Unternehmen mit der Gründung einer Niederlassung im Ausland.
Wirtgen weitete seine Produktpalette auf vier Produktsparten aus. 1981 erschloss er mit Wirtgen Surface Minern den Tagebau und die Trassierung von Hartgestein als neue Anwendungsgebiete. 1987 führte er das Kaltrecycling als neues und ökonomisches Verfahren für die Straßensanierung ein; 1989 integrierte er die Sparte Gleitschalungsfertiger in sein Unternehmen. Damit bot er auch Lösungen für den Einbau von Betonstraßen und monolithischen Profilen.
Nach Reinhard Wirtgens Unfalltod 1997 übernahmen seine Söhne Jürgen und Stefan die Leitung des Unternehmens. Die Erweiterung zur Unternehmensgruppe Wirtgen Group begann mit der Integration des Straßenfertigerherstellers Vögele; 1999 wurde auch der Walzenhersteller Hamm integriert. Neben dem Ausbau des weltweiten Vertriebsnetzes wurde in die Effizienz und Kapazität der Stammwerke in Deutschland investiert.
2006 schuf die Wirtgen Group zwei neue Geschäftsfelder („Road Technologies“ und „Mineral Technologies“). Der Aufbau des zweiten Geschäftsfeldes begann mit der Integration der Kleemann GmbH, Hersteller von stationären und mobilen Aufbereitungsanlagen.
2014 integrierte die Wirtgen Group die Benninghoven GmbH & Co. KG, einen Asphaltmischanlagen-Hersteller.
Im Sommer 2017 gab der Landmaschinenhersteller John Deere bekannt, die Wirtgen Group für 4,4 Milliarden Euro übernehmen zu wollen. Dies wurde am 1. Dezember 2017 abgeschlossen. Seitdem sind die Unternehmen der Wirtgen Group Tochtergesellschaften der deutschen John Deere-Tochter John Deere GmbH & Co. KG (Mannheim).

## Zugehörende Unternehmen

### Wirtgen GmbH

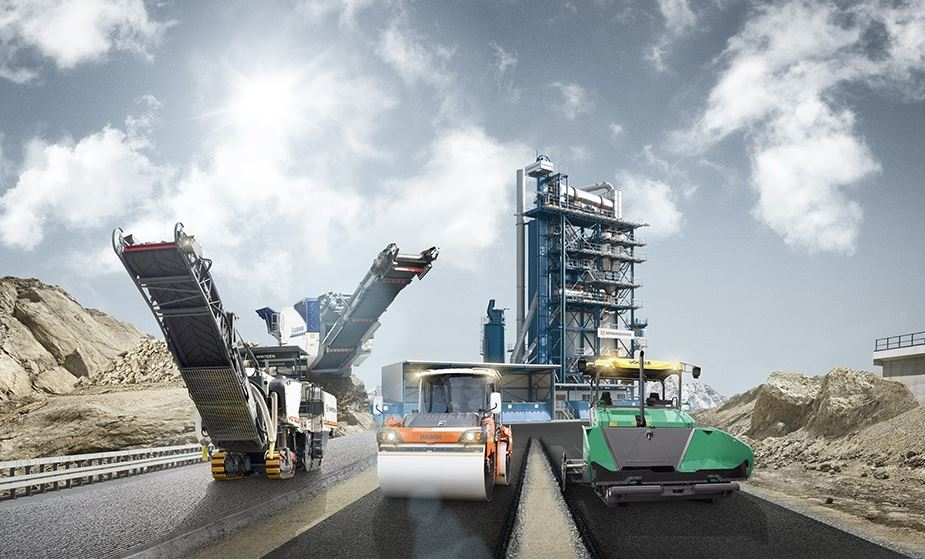
Produktmarken der Wirtgen Group

Die Wirtgen GmbH mit Sitz in Windhagen in Rheinland-Pfalz ist das bezogen auf das Gründungsdatum jüngste und zugleich größte Unternehmen im Unternehmensverbund. Das Unternehmen hat sich auf die Serienfertigung von Kaltfräsen sowie Kaltrecyclern spezialisiert. Weiterhin werden Surface Miner für den Tagebau hergestellt.

### Joseph Vögele AG
Die Joseph Vögele AG mit Sitz in Ludwigshafen am Rhein in Rheinland-Pfalz ist Weltmarktführer für Straßenfertiger. Das Unternehmen gehört seit 1996 zur Wirtgen Group.

### Hamm AG
Die Hamm AG mit Sitz in Tirschenreuth in Bayern ist spezialisiert auf Verdichtungstechnik und gehört seit 2000 zur Wirtgen Group. Das Unternehmen stellt Erdbau- und Straßenwalzen her.

### Kleemann GmbH
Die Kleemann GmbH mit Sitz in Göppingen in Baden-Württemberg stellt mobile Brech- und Siebanlagen her. Sie gehört seit 2006 zur Wirtgen Group.

### Benninghoven GmbH & Co. KG
Die Benninghoven GmbH & Co. KG mit Sitz in Wengerohr (Wittlich) in Rheinland-Pfalz ist ein Hersteller von Asphaltmischanlagen und Recyclinganlagen. Das Unternehmen gehört seit 2014 zur Wirtgen Group.

## Lokale Produktionsstätten

### Lateinamerika
Ciber Equipamentos Rodoviários ist die lokale Produktionsstätte der Wirtgen Group in Lateinamerika und ergänzt mit einer eigenen Marke das Produktportfolio. Das Stammwerk liegt im Staat Rio Grande do Sul, in der Stadt Porto Alegre. Auf einem Gelände von 47.000 m² werden über 330 Mitarbeiter beschäftigt und Ciber Asphaltmischanlagen und Straßenfertiger, ein Modell aus der Wirtgen Kaltfräsen-Sparte sowie eine Hamm Walze für den lokalen Markt gefertigt.

### Volksrepublik China
In Langfang, nahe der chinesischen Hauptstadt Peking, befindet sich die Produktionsstätte von Wirtgen China. Das lokale Produktionsprogramm umfasst Wirtgen Kaltfräsen, Vögele Straßenfertiger und Hamm Walzen. Auf einem Werksgelände von 200.000 m² werden 380 Mitarbeiter beschäftigt.

### Indien
Die Zentrale von Wirtgen India liegt nahe dem Industriezentrum Pune im Nordwesten Indiens. Auf 129.100 m² werden von 270 Angestellten Vögele Straßenfertiger, Hamm Walzenzüge und auch Siebanlagen von Kleemann produziert.

## Trivia
Im 2017 erschienen Science-Fiction-Film Alien: Covenant, wird im Frachtraum des namensgebenden Raumschiffes USCSS Covenant ein Wirtgen WR 240i mitgeführt.